# ExtendSim
ExtendSim (qui s'est d'abord appelé Extend) est un logiciel de simulation pour la modélisation de systèmes discrets, continus et  hybrides. ExtendSim existe sous quatre formes : CP pour les systèmes continus; OR (operations research) qui ajoute un moteur à événements discrets; AT (advanced technology) qui ajoute des flux par débit avec horloge discrète et diverses fonctionnalités avancées, ainsi que Stat::Fit pour du fitting de distributions statistiques; et Suite qui ajoute une animation3D.

## Historique
| Année | Fonctionnalité ajoutée                                     |
| ----- | ---------------------------------------------------------- |
| 1987  | version initiale pour modélisation continue, sur Macintosh |
| 1990  | moteur à événements discrets                               |
| 1995  | version sous Microsoft Windows                             |
| 2008  | flux à fort débit, modèles hybrides et animation 3D        |

## Construction des modèles
Les modèles sont créés en faisant glisser les blocs issus d’une bibliothèque dans un modèle. Les blocs sont reliés entre eux de sorte à définir les flux du modèle. Les données du modèle figurant dans les paramètres des blocs et dans une base de données incluse au logiciel. Il est possible de créer de nouveaux blocs soit en combinant des blocs existant à l’intérieur d’un unique bloc hiérarchique, soit en programmant un bloc avec le langage de programmation d’ExtendSim, ModL. Les principales bibliothèques d’ExtendSim sont :
| Bibliothèque    | Application                                                       | Exemple de blocs                      |
| --------------- | ----------------------------------------------------------------- | ------------------------------------- |
| Value           | Calculs mathématiques, accès à des données externes, statistiques | Math, Read, Write, Mean & Variance    |
| Item            | Systèmes à événements discrets, modèles de files d’attente        | Queue, Activity, Resource Pool, Item  |
| Rate            | Process continus avec horloge discrète                            | Tank, Valve, Interchange              |
| Plotter         | Courbes et traceurs                                               | Plotter I/O, Histogram                |
| Animation 2D 3D | Animation de l’état du modèle                                     | Animate Value, Animate 3D             |
| Utilities       | Interface du modèle, deboguage et information                     | Buttons, Record Message, Memory Usage |

## Domaines d’application
ExtendSim est utilisé pour modéliser des systèmes dans l’industrie manufacturière, la santé, la logistique, les communications, la défense, l’environnement, l’agriculture, la biologie, l’énergie, la fiabilité, les services, les flux d’information et les loisirs. Quelques exemples d’applications (en anglais) : optimisation de ressources dans un centre de distribution de nourriture, amélioration d’un process hospitalier par méthode Six Sigma, architecture de communication réseau,  et conception d’installation de production  